# Франсуаза Саган
Франсуа́за Саґа́н (справжнє ім'я фр. Françoise Quoirez; 21 червня 1935, Кажарк — 24 вересня 2004, Онфлер) — французька письменниця, драматургиня, сценаристка, кінорежисерка, феміністка. Авторка понад 40 романів і п'єс, багато з яких екранізовані. Прославилася книгою «Добридень, смутку!» (фр. Bonjour Tristesse!), яку написала у 18 років. Фокусувалася на тематиці чуттєвих конфліктів і сучасної звичаєвості.
Літературний псевдонім запозичила зі сторінок роману Марселя Пруста «У пошуках втраченого часу», де згадується герцогиня Доротея Саґан.

## Біографія
Франсуаза Куаре народилася 21 червня 1935 року в сім'ї багатого провінційного промисловця в місті Кажарк. Освіту здобула в найкращих релігійних навчальних закладах Франції. Навчалася в Сорбонні, але полишила університет заради письменницької праці.
Славлячись любов'ю до швидкісних авто, 1957 року 22-річна Саґан не впоралась з управлінням і чудом вціліла в аварії. Перенесла тривале лікування, певний час була у комі. В лікарні її часто відвідував старий знайомий, видавець Гі Шеллер, старший на 20 років.
13 березня 1958 року одружилася з Гі Шеллером. Волелюбна бунтарка Саґан і «правильний», солідний Шеллер прожили разом рік, після чого Саган розлучилася з ним, заставши чоловіка за газетою, що втілило для неї вершину тривіальності. «Господи, яка туга», — подумала вона, зібрала речі й пішла.
Через деякий час одружилася з американським колишнім десантником, моделлю та скульптором Робертом Вестгоффом. В 1962 народила сина Дені. Але теж розлучилася: «Сімейне життя — це… Та це якась спаржа з оцтом! Така страва не для мене!».
Після невдалих досвідів з гетеро-шлюбом Саґан почала тривалі лесбійські стосунки з модною стилісткою Пеґґі Рош. Також довгий час була в стосунках із журналісткою Аннік Ґейлі. За коханця також мала есеїста Бернарда Франка.
Саган часто гостювала в США, де її часто помічали в компанії, наприклад, Трумена Капоте та Ави Гарднер.
В різні періоди життя мала залежності від антидепресантів, амфетаміну, кокаїну, морфіну та алкоголю. Не приховувала схильності до азартних ігор, які спричинили великі борги. На схилі життя змушена була продати маєток у Нормандії, придбаний на початку кар'єри в 1950-х.
Здоров'я Франсуази Саґан почало стрімко погіршуватись у 2000-х. У 2002 році вона вже не мала змоги прибути на суд за несплату податків і отримала умовний термін.
Останні роки провела із сином та близьким другом в Онфлері на півночі Франції.
Померла 24 вересня 2004 року від серцево-легеневої недостатності у віці 69 років. За її особистим проханням була похована в рідному містечку Кажарк.
У промові тогочасний президент Франції Жак Ширак сказав: З її смертю Франція втратила одного із найчуттєвіших та видатних письменників — визначну постать нашого літературного життя.

## Творчість

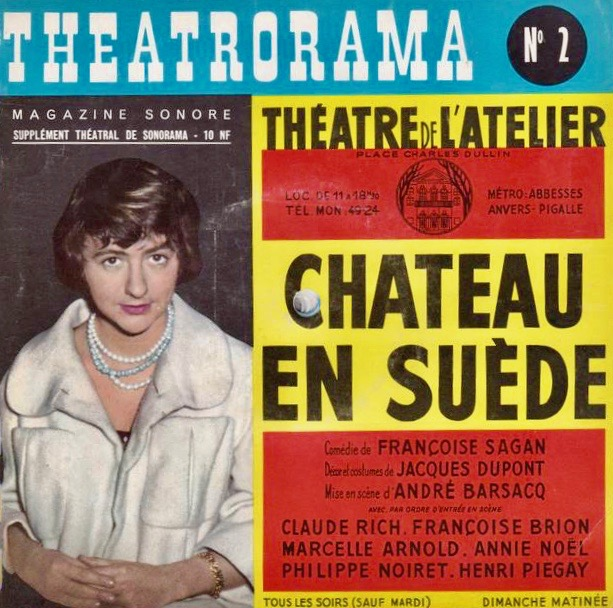
Театрорама Замку у Швеції

Перший роман «Добридень, смутку!» (1954) зробив Саган скандально відомою в 19 років. В цьому тексті Саґан устами героїні Сесіль описує морські вакації, приховано поглиблюючи відверто показану сексуальність та стосунки без зобов'язань.
Роман став бестселером, виданий понад мільйоном примірників різними мовами в різних країнах. Він одразу ж виріс до своєрідного символу, знамення часу, увібравши конкретні долі сучасниць письменниці та породивши термін «покоління Франсуази Саган». Як писав Ж. Урден, цей роман «відбив настрої та позицію молодого покоління, що починало жити після величезного потрясіння, якого зазнав світ у роки війни, коли загинули дотеперішні уявлення про Добро та Зло, дотеперішні моральні цінності, колишні заборони й табу».
Рання і гучна слава, проте, не затьмарила розум Саґан. Звернувшись до батька зі спокійним питанням, що їй робити з 1,5 мільйонами франків, отриманих за публікацію роману, почула: «Негайно витратити їх», що й зробила, інвестуючи в подорожі світом і яхти.
До 70-х років Саґан не нагадувала про себе, а вже в 1972 видала ліричний роман «Синці на душі», де безпосередньо звернулася до аудиторії, оповівши про свої успіхи та невдачі, звичаї «богеми» та її літературні уподобання.
Згодом вийшли написані в схожій манері «Мемуари» та книга «З найліпшими побажаннями» (1984). Їхній зміст підтвердив, що Саґан зовсім не схожа на своїх героїнь. Вона ставилася до життя з непідробною цікавістю, багато розмірковувала про суспільний прогрес та перешкоди, які траплялися на його шляху. Саґан попереджувала про небезпеку, якою загрожувало нестримне і необмежене споживацтво, коли культура ставала об'єктом купівлі та продажу. Письменниця не приховувала політичних симпатій, відкрито підтримуючи президента Франсуа Міттерана в його передвиборній кампанії.
Саґан змогла уберегти свою творчість від заангажованості, демонстративно відмовляючись від літературних премій, почесних титулів і членства в Академії.
З-поміж її творів 80—90-х років: «Тьмяний профіль» (1974), «Розстелене ліжко» (1977), «Сплячий пес» (1970), «Нерухома гроза» (1983), «Набридло терпіти» (1985), «Водяниста кров» (1987).
Значний резонанс у Європі спричинив її роман-біографія про Сару Бернар (1987), написаний у формі листів до акторки.
До 1991 року Саґан видала 22 романи, 2 збірки новел, 7 п'єс, 3 книги нарисів. У всіх цих творах вона викладала свої думки, погляди на сучасний світ, звичаї та літературу. Її гнітила сірість і духовне убозтво «суспільства проживання», описи богемного чи елітарного середовища Саґан зумовлені неприйняттям способу життя міщанства, що набуло глобальних масштабів.

## Пам'ять
Про Франсуазу Саґан у червні 2008 року вийшов фільм-біографія Саґан Діани Курис. Саґан втілила французька акторка Сільвія Тестю.

### Драматичні твори
1960 — Замок у Швеції (Château en Suède)
1961 — Violons parfois
1963 — La Robe mauve de Valentine
1978 — Il fait beau jour et nuit
1987 — l'Excès contraire 

### Переклади українською
- Франсуаза Саган «Тьмяний профіль» пер. з фр. Віктор Коптілов. Київ: журнал Всесвіт, № 8, 1976 р.
- Франсуаза Саган. Чи любите ви Брамса? («Чи любите ви Брамса?», «Сонячний промінь в холодній воді», «Здрастуй, печаль!») / пер. з фр. Ярема Кравець та Віктор Омельченко. — К. : Молодь, 1983. — 336 с. — ISBN 978-617-679-467-7.
  - (передрук) Франсуаза Саган. Bonjour, печале! («Bonjour, печале!», «Чи любите ви Брамса?») / пер. з фр. Ярема Кравець та Віктор Омельченко. — К. : Рідна Мова, 2018. — 240 с. — ISBN 978-966-917-232-7.
  - (передрук) Франсуаза Саган. Сонячний промінь у холодній воді / пер. з фр. Віктор Омельченко. — К. : Рідна Мова, 2018. — 184 с. — ISBN 978-966-917-231-0.
- Франсуаза Саган. Охоронець серця («Охоронець серця», «Сигнал до капітуляції», «Невиразна усмішка») / пер. з фр. Віктор Шовкун. — Л. : ВСЛ, 2018. — 416 с. — ISBN 978-617-679-467-7.